# Guido de Marco
Guido de Marco (La Valletta, 22 luglio 1931 – La Valletta, 12 agosto 2010) è stato un politico maltese, presidente della Repubblica di Malta dal 1999 al 2004.
Nel 1990 è stato eletto Presidente dell'Assemblea generale delle Nazioni Unite.

## Onorificenze

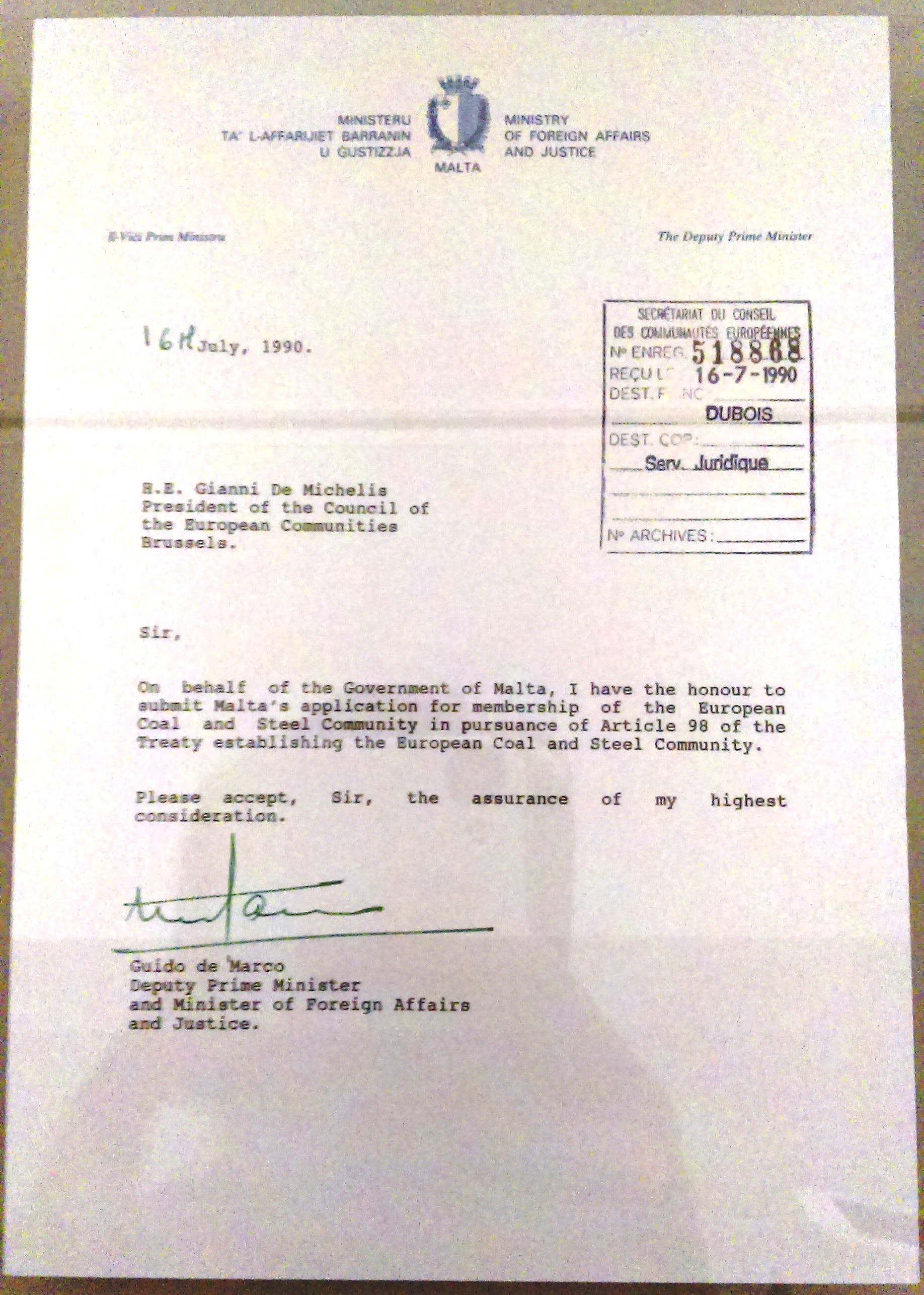
Candidatura di Malta all'Unione europea. Lettera inviata dal ministro degli esteri maltese Guido de Marco all'omologo italiano Gianni De Michelis, alla presidenza del Consiglio UE, 1990.

### Onorificenze maltesi
Personalmente è stato insignito del titolo di: